# Arcade (mitologia)
Arcade (in greco antico: Ἀρκάς?, Arkás) è un personaggio della mitologia greca. Fu re ed eponimo dell'Arcadia.

## Genealogia
Figlio di Zeus e della ninfa Callisto, ebbe da Leanira (figlia di Amicla) o Meganira o dalla amadriade Crisopelea o dalla driade Erato i figli Afeida, Elato, Azano, Hyperippe (Ὑπερίππη), Diomeneia, Triphylus ed un figlio illegittimo di nome Autolaus (Αὐτόλαος).

## Mitologia
Successe a Nittimo (figlio di Licaone), e come nuovo re introdusse la coltivazione dei campi (che aveva imparato da Trittolemo), insegnando ai sudditi a fare il pane, a filare e a cucire i vestiti. Dopo di lui, la terra precedentemente chiamata Pelasgia fu chiamata Arcadia, e il suo popolo gli Arcadi.
Dopo la sua morte le sue terre furono divise tra Afeida, Azano ed Elato e come re fu succeduto da quest'ultimo.
La sua tomba si trovava a Mantinea vicino ad un altare di Helios, ma le sue ossa furono portate lì da Maenalus in obbedienza ad un oracolo.

### Callisto, Arcade e l'Orsa
Arcade nacque perché Zeus, desideroso di possedere Callisto, la madre di Arcade, aveva assunto le sembianze di Artemide o  di Apollo di cui Callisto era ancella, ma per nasconderla da Era aveva trasformato la donna in un'orsa. Era però se ne accorse e chiese ad Artemide di ucciderla e quando Callisto morì, Zeus raccolse il bambino (Arcade) per darlo a Maia che lo portò in Arcadia (oppure incaricò Hermes di salvarlo) mentre la madre si trasformò in stella che prese il nome di Orsa (Maggiore).
Il latino Ovidio aggiunge che Arcade, durante una battuta di caccia non riconobbe sua madre nelle sembianze di un orso e che i suoi compagni scoccarono una freccia che la uccise. Così, il dio del Paradiso (Zeus) li pose entrambi in cielo come costellazioni, che il poeta associa con Callisto nell'Orsa maggiore e Arcade nell'Orsa minore, e di cui scrive che Era fece in modo che non tramontassero mai sotto l'orizzonte.